# Squalus raoulensis
Squalus raoulensis är en hajart som beskrevs av Duffy och Last 2007. Squalus raoulensis ingår i släktet Squalus och familjen pigghajar. IUCN kategoriserar arten globalt som livskraftig. Inga underarter finns listade i Catalogue of Life.